# بونغ (ألعاب فيديو)

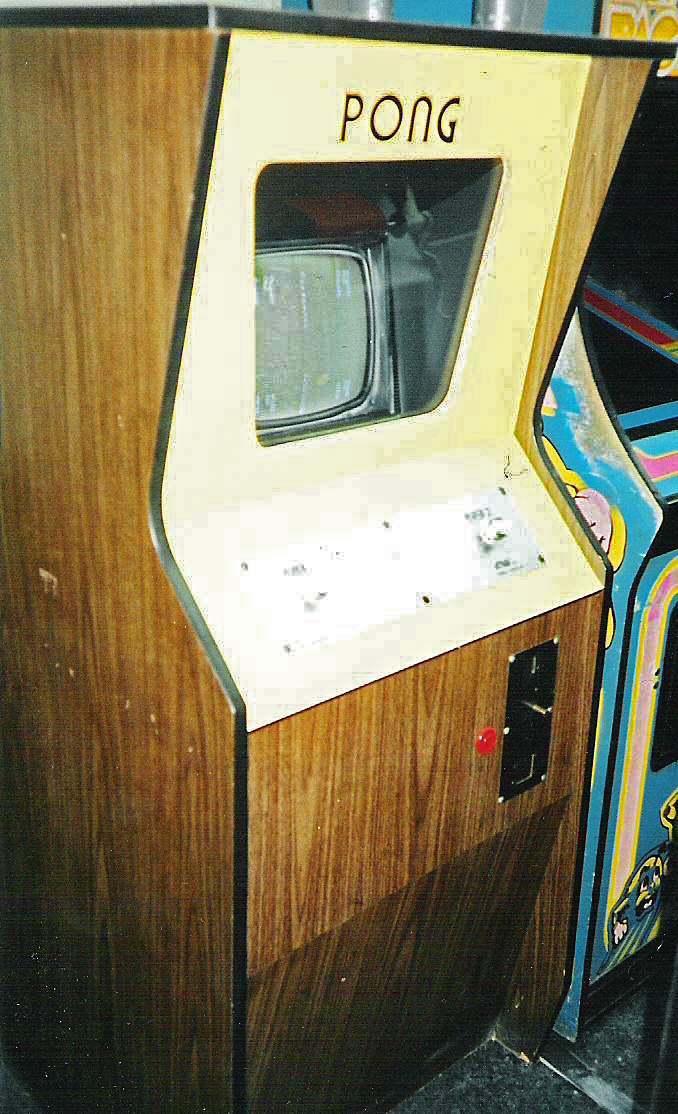
جهاز بونغ

بونغ (PONG) كان نظام ألعاب فيديو صدرته شركة أتاري في 29 نوفمبر 1972. كان من أول أنظمة ألعاب الفيديو التي تكتسب شعبية كبيرة. اتخذ بونغ اسمه من رياضة البينغ بونغ (تنس الطاولة). بحلول مارس عام 1983، استطاعت أتاري أن تقوم ببيع 8000 إلى 10000 نظام من البونغ.
وجد البونغ في أكثر من إصدار، من بينها: بونغ دوبلز، وكوادرا بونغ، ودكتور بونغ. بقي الجهاز له شعبية كبيرة في الولايات المتحدة الأمريكية حتى نهاية السبعينيات، وفي أوروبا حتى بداية الثمانينات.

لعبة "بونغ" الشهيرة.

## وصلات خارجية
- بونغ على موقع IMDb (الإنجليزية)
- بونغ على موقع الموسوعة البريطانية (الإنجليزية)

- Pong-story.com, the most comprehensive site about Pong and its origins.
- The Atari Museum An in-depth look at Atari and its history
- RetroGaming Roundup Part 1 of 2 hour interview with designer Al Alcorn
- Pong variants على موبي غيمز
- PONG! نسخة محفوظة 10 مارس 2007 على موقع واي باك مشين. Online - Java